# Складчатый пояс

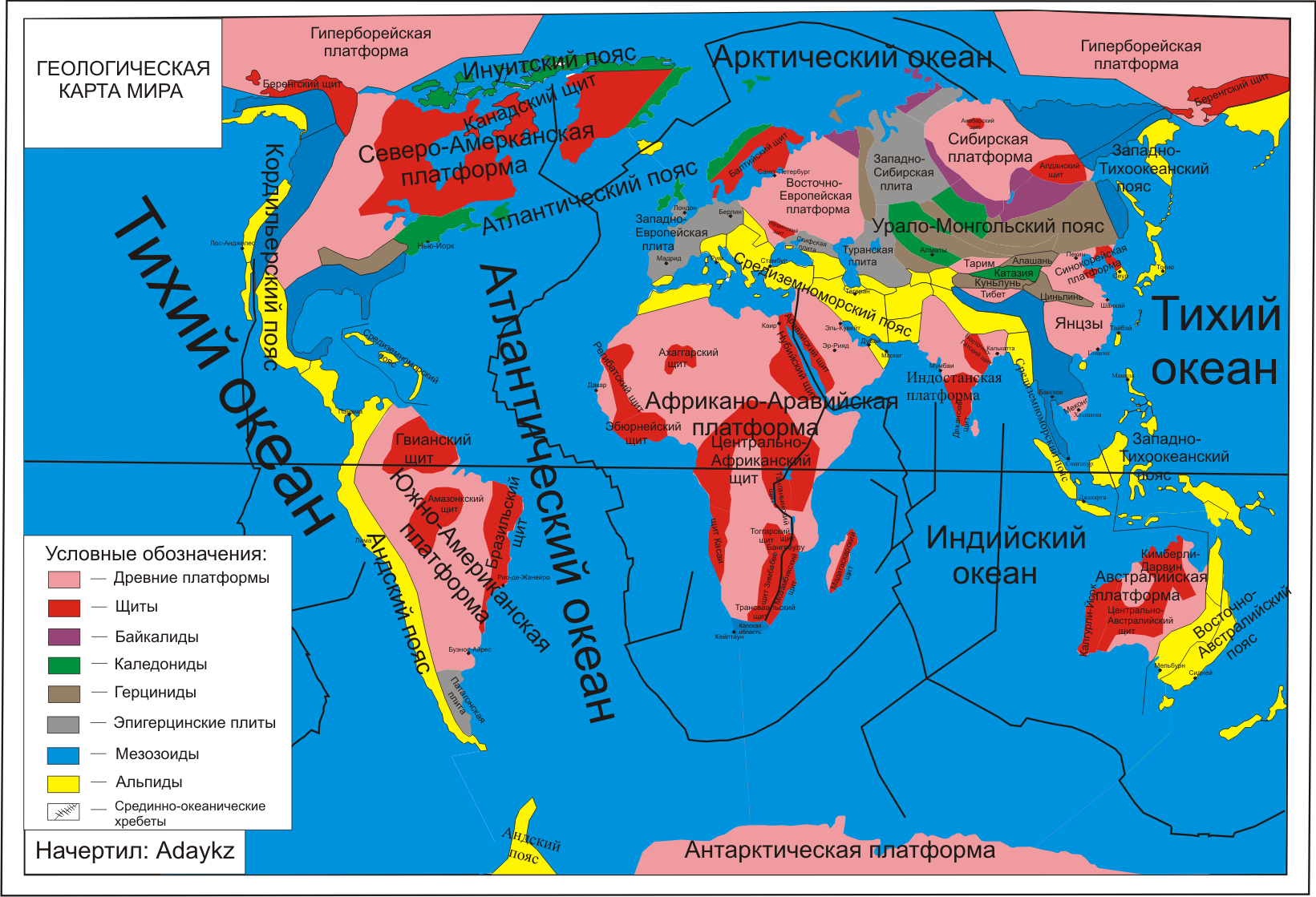
Складчатые пояса на карте мира

Складчатый (подвижный) пояс (также ороген) — тектоническая складчатая структура планетарных масштабов, отделяющая древние платформы друг от друга или от океана. 
Ороген характеризуется относительно высокой тектонической активностью, формированием магматических и осадочных комплексов. Протяжённость складчатых поясов составляет многие тысячи километров, ширина превышает тысячу километров.

## Основные складчатые пояса Земли
На Земле насчитывают пять основных складчатых поясов, а именно:
- Тихоокеанский складчатый пояс. Окружает Тихий океан, проходя по краю Австралии, Азии, Северной и Южной Америки и Антарктиды. Его восточную и западную часть иногда рассматривают по отдельности. Восточно-Тихоокеанский пояс называют ещё Кордильерским. С внешней стороны Тихоокеанского пояса лежит несколько древних платформ (кратонов): на севере — Гиперборейская, на западе — Сибирская, Китайско-Корейская, Южно-Китайская и Австралийская, на юге — Антарктическая, на востоке — Северо- и Южно-Американская[3].
- Урало-Монгольский или Урало-Охотский пояс. Тянется примерно от Новой Земли вдоль Урала на юг. Дойдя до Казахстана, сворачивает на восток, после чего простирается через Китай, Монголию и Россию примерно до Сахалина. Его северо-западная часть (идущая с севера на юг) называется Урало-Сибирским поясом, а юго-восточная (идущая с запада на восток) — Центрально-Азиатским. Своей северной частью соединяется с Северо-Атлантическим поясом, восточной — с Западно-Тихоокеанским, а серединой — со Средиземноморским. Урало-Монгольский пояс окаймляет Сибирскую платформу, отделяя её от Восточно-Европейской, Таримской и Китайско-Корейской[3].

В Урало-Монгольском поясе наблюдаются эпохи складчатости:
- Байкальские — вокруг озера Байкал, Тимано-Печорская область, Северный Таймыр, Енисейский кряж.
- Каледонские — центральная часть Казахстана и по реке Иртыш.
- Герцинские — Урал с Новой Землёй, Южный Тянь-Шань (Согдиана), от озера Балхаш до Северо-Западного Китая.
- Салаирские — восточная часть Алтае-Саянской области, Северная Монголия.

В Урало-Монгольском поясе имеются эпигерцинские плиты:
- Западно-Сибирская.
- Туранская (Северная и центральная часть).
- Таймырская (Северо-Сибирская).

- Средиземноморский пояс (Альпийско-Гималайский). Начинается в Карибском море (где смыкается с Восточно-Тихоокеанским поясом). Прерывается Атлантическим океаном, после чего тянется на восток по странам Средиземноморья, Ирану, Афганистану и Пакистану. В районе Тянь-Шаня почти соединяется с Урало-Монгольским поясом. Далее проходит к северу от Индии через страны Юго-Восточной Азии и кончается в Индонезии, где граничит с Западно-Тихоокеанским поясом. К югу от Средиземноморского пояса лежат обломки сверхконтинента Гондваны, а к северу — ряд других платформ: Северо-Американская, Восточно-Европейская, Таримская и Китайско-Корейская[3].
- Северо-Атлантический пояс. Тянется вдоль восточной части Северной Америки на северо-восток. Прерывается Атлантическим океаном, после чего проходит по северо-западному краю Европы. На юге соединяется со Средиземноморским поясом, на севере — с Арктическим и Урало-Монгольским. Разделяет Северо-Американский и Восточно-Европейский кратоны[3]. Его норвежская часть известна как Феннмаркский пояс, Шотландская с Ирландской — Грампианский, а американская — Ньюфаундлендо-Аппалачский[источник не указан 4100 дней].

В Северо-Атлантическом поясе наблюдаются такие эпохи складчатости:
- Каледонские — Норвегия, Шотландия, Ирландия, восточная часть Гренландии, Северные Аппалачи и Ньюфаундленд.
- Герцинские — Южные Аппалачи.
- Альпийские — Исландия.

- Арктический пояс тянется вдоль северного края Северной Америки и Азии — от Канадского Арктического архипелага через северо-восточную Гренландию до Таймыра. В районе Гренландии он смыкается с Северо-Атлантическим поясом, а в районе Таймыра и Новой Земли (на своём восточном конце) — с Урало-Монгольским. К югу от Арктического пояса лежат Северо-Американский и Сибирский кратоны, а к северу — Гиперборейский (Арктида)[3]. Иногда Арктический пояс называют Инуитский[источник не указан 4100 дней].

В Арктическом поясе наблюдаются такие эпохи складчатости:
- Каледонские — Инуитские острова и Северная часть Гренландии.

## Внутреннее строение складчатых поясов
Все складчатые пояса состоят из множества разнородных элементов. Это могут быть обломки континентов, островные дуги, фрагменты дна океанов и их окраинных морей, а также внутриокеанические поднятия. В частности, там бывают и очень крупные (размером в сотни километров) обломки протерозойских суперконтинентов. Ранее такие обломки называли срединными массивами, а сейчас (как и аналогичные структуры в океанах) — микроконтинентами. Части складчатого пояса, разделённые континентами и/или микроконтинентами, называют складчатыми системами. К таким системам относятся, например, Южно- и Северо-Тяньшаньская, Уральская, Большой Кавказ и др. В пределах складчатого пояса несколько складчатых систем со сходной структурой или происхождением могут образовывать складчатую область.
Передовой (краевой) прогиб — прогиб, расположенный между платформой и складчатой областью, превращающейся в орогенный пояс.
Внешняя зона периферической складчатой системы — зона, образующаяся путём роста и слияния многочисленных островных дуг, аккреционных призм, отмерших дуг, подводных хребтов и океанических плато.
Внутренняя зона орогена — зона столкновения двух или более крупных континентальных блоков и характеризующаяся сильным сжатием за счёт их надвигания друг на друга и метаморфической переработки.

## Развитие складчатых поясов
Все 5 основных складчатых поясов образовались в пределах древних океанов или (в случае Тихоокеанского пояса) на их окраине. На это указывает, в частности, наличие в них большого количества офиолитов — остатков поднятой океанической коры и литосферы. Урало-Монгольский пояс возник на месте Палеоазиатского океана, Средиземноморский пояс — океана Тетис, Северо-Атлантический пояс — океана Япетус, Арктический пояс — Бореального океана. Все эти океаны, кроме Тихого, появились при распаде суперконтинента Пангеи, который существовал в середине протерозоя и включал все современные древние платформы.
Складчатые пояса зародились в позднем протерозое. С тех пор в их пределах происходило множество масштабных процессов. Появлялись новые глубоководные моря и островные дуги различных типов; позже края этих морей смыкались друг с другом и с островами, приводя к появлению горных систем. Одни и те же процессы даже в разных частях одного пояса могли происходить в разное время. Тем не менее прослеживаются эпохи, когда эти процессы были особенно масштабными.
Главными эпохами горообразования были:
- байкальская (конец докембрия);
- каледонская (конец силура — начало девона). Сформировался Северо-Атлантический складчатый пояс;
- герцинская (поздний палеозой). Сформировалась большая часть Урало-Монгольского пояса;
- киммерийская (конец юры — начало мела). Сформировался Арктический пояс;
- альпийская (олигоцен — четвертичный период).

Каждая эпоха горообразования — лишь заключительная часть одного из циклов истории соответствующего участка складчатого пояса. Полный цикл длится 150—200 млн лет. Они называются циклами Бертрана в честь французского геолога, который впервые их выделил. Циклы Бертрана проявляются только на отдельных частях складчатого пояса; они составляют циклы Уилсона, затрагивающие весь пояс. Эти циклы названы в честь канадского геофизика Джона Уилсона.
Тихоокеанский и Средиземноморский пояса активны до сих пор. В их истории, продолжающейся уже много сотен миллионов лет, было несколько циклов Бертрана.
Складчатые пояса делятся на два основных типа:
- межконтинентальные (коллизионные). Возникают между сближающимися континентами на месте исчезающих океанов. К этому типу относятся все складчатые пояса, кроме Тихоокеанского. Их история заканчивается столкновением континентов;
- окраинно-континентальные (субдукционные). Возникают в зонах субдукции океанического дна под континенты. Субдукционный пояс, окаймляющий Тихий океан, активен до сих пор[3].